# エクスプレス (書籍)
『エクスプレス』は、白水社が出版している語学の入門書のシリーズ。エクスプレスは「特急列車 (express) のように速習できる」という意味である。会話を課文として簡単な単語、文法を解説したもので手軽で薄い。カセットテープつきの旧版とCDつきの新版（CDエクスプレス）の2種類がある。